# Sternenberg (Zurich)
Pour les articles homonymes, voir Sternenberg.
Sternenberg est une localité et une ancienne commune suisse du canton de Zurich.

Vue aérienne (1953).

## Histoire
Depuis le 1er janvier 2015, elle est intégrée à la commune de Bauma.